# Nesezdané soužití
Nesezdané soužití (též nazývané kohabitace nebo manželství de facto, v obecné češtině také označováno jako soužití „na hromádce“ nebo „na psí knížku“) je dlouhodobější faktické soužití dvou osob bez církevního či civilního sňatku, tvořící životní společenství. Předpokládá společné bydlení, pohlavní styk a alespoň do jisté míry společné hospodaření. Důvody pro koexistenci v takovém společenství jsou různé, může mezi ně patřit porozvodová nedůvěra k institutu manželství, může jít o jakýsi předstupeň před uzavřením manželství nebo alternativu k tradičnímu manželství.
Nesezdaná soužití mají větší pravděpodobnost rozpadu než manželství.

## Právní stránka
Zákon č. 89/2012 Sb., občanský zákoník, obecně nesezdané soužití nijak neupravuje. To však neznamená, že s ním zákoník na některých místech nepočítá, nesezdané soužití je zavedeným institutem rodinného práva.
Z této definice nám vyplývají určité znaky tohoto institutu, a to:
1. soužití dvou osob odlišného pohlaví – v případě osob stejného pohlaví by se jednalo o registrované partnerství, jehož režim je jiný;
2. utváření životního společenství – osoby spolu dlouhodobě žijí a společně uspokojují své potřeby (platí společně nájem, nakupují spotřební věci, ale i vybavení domácnosti atd.);
3. fakticita soužití – nejedná se o vztah, jehož existence by byla nějakým způsobem stvrzena právem;
4. dlouhodobost soužití – zpravidla, aby zákon tento faktický svazek určitým způsobem akceptoval, musí existovat po delší dobu (tato doba pak bývá často stanovena v jednotlivých zákonech).[8]

S modifikací práv a povinností účastníků nesezdaného soužití (dále druha a družky) se lze dále setkat v jistých předpisech práva sociálního zabezpečení, konkrétně v zákoně o nemocenském pojištění zaměstnanců, podle něhož se dva lidé žijící ve společné domácnosti jako druh a družka považují za rodinné příslušníky v případě nároku na finanční příspěvky nemocenského pojištění, jestliže nejsou podle tohoto zákona případně podle jiných právních předpisů sami pojištěni.
Druh a družka patří mezi společně posuzované osoby v zákoně o státní sociální podpoře nebo také v zákoně o životním minimu. Aby mohli být druh a družka v rámci výše uvedených zákonů pokládáni za rodinné příslušníky, rodinu a společně posuzované osoby, musí vyhovovat následujícím předpokladům:
1. Tvoří společnou domácnost
2. Trvání nesezdaného soužití přesahuje 3 měsíce

Důsledkem toho, že jsou partneři ve společné domácnosti bráni jako společně posuzované osoby, je, že se sčítá příjem obou těchto osob a započítává se do společného příjmu domácnosti (rodiny), a tím je méně pravděpodobné, že by mohli splnit podmínky nároku na finanční podporu.

## Vývoj v čase
Nesezdané soužití je v posledních desetiletích v západních zemích stále častější záležitostí. Předpovědi odborníků na podíl sezdaných párů se různí. Přibývá totiž párů žijících spolu v nesezdaném soužití a zvolna se mění i povaha jeho charakteru.
Ještě v 80. letech 20. století platila v Československu pro založení rodiny následující posloupnost kroků: seznámení, sexuální styk, početí dítěte (často mimovolné) – a když pár zjistil, že čeká dítě, vesměs následoval sňatek. Tradiční představa, že pokud dívka otěhotní, legitimizuje se narození dítěte sňatkem, byla velmi silná. Více než 90 % dětí se rodilo v manželství. Celá polovina prvních dětí párů se ale rodila do 8 měsíců po sňatku, byla tedy počata za svobodna. Nesezdané soužití bylo, jak dokazovala vysoká sňatečnost, většinou chápáno jako manželství na zkoušku. Na počátku 80. let nebylo ničím neobvyklým, že už před sňatkem spolu bydlela asi třetina snoubenců. Průměrné nesezdané soužití trvalo asi rok a vedlo vesměs ke sňatku. Zvláště běžnou se stala tato forma svazku mezi studenty. Většina těchto studentských párů si ponechává oddělené finance.
Charakter nesezdaného soužití se od počátku 90. let postupně měnil. Potřeba legitimizovat početí dítěte sňatkem slábla, podíl těhotných nevěst poklesl za posledních 10 let o více než polovinu. Nesezdané soužití začalo být veřejností všeobecně přijímáno. Ve výzkumech odpovídaly tři čtvrtiny dotázaných z populace od 18 do 65 let, že je rozumné, aby spolu lidé, kteří se chtějí brát, nejprve bydleli. Osm z deseti mladých lidí do 30 let soudilo, že je v pořádku, když spolu dva lidé žijí, i když neplánují sňatek.
V současné době má manželství u Čechů stále ještě vysoký status. Výzkumy veřejného mínění opakovaně ukazují, že většina mladé generace pokládá život v manželství za nejsprávnější formu rodiny. I když nemůžeme předpokládat, že by sňatky odkládané v 90. letech do vyššího věku přivodily návrat k bývalé extrémně vysoké míře sňatečnosti, dá se očekávat, že podstatný podíl mužů i žen z této generace aspoň jednou sňatek uzavře. Předpověď je tu velmi nejistá, ale stále ještě zůstávají předpoklady, že život v manželství bude součástí životní zkušenosti pro více než dvě třetiny, možná i čtyři pětiny dnešní mladé generace. V některých evropských zemích má kohabitace dlouhou tradici – zejména na venkově, kde bývala legitimní záležitostí. Platilo to například v severní Evropě, kde se i dnes vyskytuje nejčastěji. Často se setkáváme i s tím, že nesezdaní partneři získávají právní status „druha“ či „družky“. To jim umožňuje, aby v případě rozchodu požadovali majetkové vyrovnání nebo placení výživného.

## Důvody
Český sociolog Jan Jandourek ve své knize Slovník sociologických pojmů: 610 hesel uvádí, že důvody pro vstup do společného soužití jsou různé. Rovněž také uvádí, že nesezdané soužití nemusí být nutně odmítnutím sňatku a obecně manželství jako instituce, jak například tvrdí Evelyn Sullerotová ve své knize Krize rodiny, neboť se často jedná o jakýsi předvoj manželství kupříkladu při snaze otestovat společné bydlení nebo pro stabilizaci finanční situace před vstupem do svazku.
Dalšími důvody pro kohabitaci může být také nemožnost uzavřít řádný sňatek z náboženských či právních příčin.

## Sociologický přehled
Podle sociologů by rodina měla zajišťovat jak reprodukci fyzickou, tak sociální. Proto by měla být trvalejší institucí. To platí i ve vyspělých společnostech, kde je relativní blahobyt a kde je vytvořena záchytná sociální podpora ze strany státu – proto je preferováno manželství. Nerozpadá se tak často jako nesezdané soužití.
Z tohoto důvodu ale lidé právě nesezdané soužití volí – aby se mohli snadněji rozejít. Nesezdané soužití podle Sullerotové (1998) není odložením sňatku, ale jeho odmítnutím. Lidé se snaží tvrdit, že jde o obdobu manželství, ve skutečnosti jde o nový jev. Volba nesezdaného soužití je způsobena individualizmem.
Giddens ve své knize sociologie uvádí, že tzv. kohabitace se stala běžnou formou především mezi studenty, s tím že pro část z nich je to jen experimentální stadium před vstupem do manželství. Nemusí to být ovšem plánované, nýbrž uzavření manželství vyplyne ze vztahu samotného. Většina mladých lidí považuje kohabitaci za „manželství na zkoušku“.

## Regionální odlišnosti
Podle výzkumu Českého statistického úřadu z roku 2011 se počet nesezdaných partnerství liší podle velikosti měst a regionů. Nejvíce se takových párů vyskytuje v městech nad 100 tisíc obyvatel (Praha), dále v Karlovarském a Ústeckém kraji. Naopak nejméně jich bylo zjištěno v obcích pod 200 obyvatel, co se týče krajů, tam to byl kraj Vysočina a Zlínský.

## Charakteristika osob
Osoby v nesezdaném soužití lze hodnotit například na základě jejich nejvyššího dosaženého vzdělání či náboženském vyznání, věku, a nebo zdali někdy už byli v manželském sňatku.
Nejčastěji v nesezdaném partnerství žijí lidé s vysokoškolským vzděláním, nejméně pak ti se základním vzděláním. Také více osob bez náboženského vyznání sdílí nesezdanou společnou domácnost než ti s vyznáním. Co se týče věku, pak je to právě skupina osob mezi 25 a 39 lety, kteří volí soužití bez svatebních slibů.